# Liste der Länderspiele der madagassischen Fußballnationalmannschaft

Logo des Fédération Malagasy de Football

Diese Liste enthält alle offiziellen A-Länderspiele der Madagassischen Fußballnationalmannschaft.

## 1940 bis 1949
| Nr. | Datum | Gegner    | Resultat | Anlass       | Austragungsort | Bemerkungen                                          |
| --- | ----- | --------- | -------- | ------------ | -------------- | ---------------------------------------------------- |
| 1   | 1947  | Réunion   | 4:2      | Triangulaire | ?, (MAD)       | Erstes Länderspiel, erstes Länderspiel gegen Réunion |
| 2   | 1947  | Mauritius | 1:2      | Triangulaire | ?, (MAD)       | Erstes Länderspiel gegen Mauritius                   |
| 3   | 1948  | Réunion   | 2:1      | Triangulaire | ?, (MRI)       |                                                      |
| 4   | 1948  | Mauritius | 1:4      | Triangulaire | ?, (MRI)       |                                                      |
| 5   | 1949  | Mauritius | 1:3      | Triangulaire | ?, (RUN)       |                                                      |
| 6   | 1949  | Réunion   | 3:1      | Triangulaire | ?, (RUN)       |                                                      |

## 1950 bis 1959
| Nr. | Datum      | Gegner    | Resultat | Anlass       | Austragungsort | Bemerkungen |
| --- | ---------- | --------- | -------- | ------------ | -------------- | ----------- |
| *   | 1950       | Réunion   | 2:3      | Triangulaire | ?, (MAD)       |             |
| *   | 1950       | Mauritius | 1:5      | Triangulaire | ?, (MAD)       |             |
| *   | 1951       | Réunion   | 3:1      | Triangulaire | ?, (MRI)       |             |
| *   | 1951       | Mauritius | 1:7      | Triangulaire | ?, (MRI)       |             |
| *   | 24.07.1952 | Réunion   | 1:0      | Triangulaire | ?, (RUN)       |             |
| *   | 31.07.1952 | Mauritius | 0:7      | Triangulaire | ?, (RUN)       |             |
| *   | 16.07.1953 | Réunion   | 6:4      | Triangulaire | ?, (MAD)       |             |
| *   | 20.07.1953 | Mauritius | 2:3      | Triangulaire | ?, (MAD)       |             |
| *   | 11.07.1954 | Réunion   | 2:6      | Triangulaire | ?, (MRI)       |             |
| *   | 14.07.1954 | Mauritius | 1:4      | Triangulaire | ?, (MRI)       |             |
| *   | 10.07.1955 | Réunion   | 4:2      | Triangulaire | ?, (RUN)       |             |
| *   | 14.07.1955 | Mauritius | 2:1      | Triangulaire | ?, (RUN)       |             |
| *   | 05.07.1956 | Réunion   | 4:2      | Triangulaire | ?, (MAD)       |             |
| *   | 08.07.1956 | Mauritius | 3:3      | Triangulaire | ?, (MAD)       |             |
| *   | 20.10.1957 | Réunion   | 0:1      | Triangulaire | ?, (MRI)       |             |
| *   | 24.10.1957 | Mauritius | 0:4      | Triangulaire | ?, (MRI)       |             |
| *   | 19.10.1958 | Réunion   | 3:1      | Triangulaire | ?, (RUN)       |             |
| *   | 23.10.1958 | Mauritius | 3:2      | Triangulaire | ?, (RUN)       |             |

## 1960 bis 1969
| Nr. | Datum      | Gegner                       | Resultat | Anlass                                                                | Austragungsort                   | Bemerkungen                                                            |
| --- | ---------- | ---------------------------- | -------- | --------------------------------------------------------------------- | -------------------------------- | ---------------------------------------------------------------------- |
| *   | 15.04.1960 | Obervolta                    | 6:1      | Jeux sportifs de la Communauté Française 1960 (Viertelfinale)         | Antananarivo                     | Erstes Länderspiel gegen Obervolta/Burkina Faso                        |
| *   | 17.04.1960 | Frankreich (Amateure)        | 1:2      | Jeux sportifs de la Communauté Française 1960 (Halbfinale)            | Antananarivo                     | inoffizielles Spiel                                                    |
| *   | 18.04.1960 | Republik Kongo               | 8:1      | Jeux sportifs de la Communauté Française 1960 (Spiel um den 3. Platz) | Antananarivo                     | Erstes Länderspiel gegen Republik Kongo                                |
| *   | 25.12.1961 | Mauretanien                  | 5:1      | Jeux de l'Amitié 1961 (Erste Runde)                                   | Abidjan (ELF)                    | Erstes Spiel seit Unabhängigkeit, Erstes Länderspiel gegen Mauretanien |
| *   | 27.12.1961 | Dahomey                      | 1:3      | Jeux de l'Amitié 1961 (Erste Runde)                                   | Abidjan (ELF)                    | Erstes Länderspiel gegen Dahomey/Benin                                 |
| *   | 24.12.1962 | Republik Kongo               | 1:6      | Coupe des Tropiques 1962 (Halbfinale)                                 | Bangui (ZAF)                     |                                                                        |
| *   | 27.12.1962 | Zentralafrikanische Republik | 1:4      | Coupe des Tropiques 1962 (Spiel um den 3. Platz)                      | Bangui (ZAF)                     | Erstes Länderspiel gegen Zentralafrika                                 |
| *   | 12.04.1963 | Dahomey                      | 1:0      | Jeux de l'Amitié 1963 (Erste Runde)                                   | Dakar (SEN)                      |                                                                        |
| *   | 14.04.1963 | Tschad                       | 2:1      | Jeux de l'Amitié 1963 (Erste Runde)                                   | Dakar (SEN)                      | Erstes Länderspiel gegen Tschad                                        |
| *   | 16.04.1963 | Liberia                      | 3:1      | Jeux de l'Amitié 1963 (Erste Runde)                                   | Dakar (SEN)                      | Erstes Länderspiel gegen Liberia                                       |
| *   | 18.04.1963 | Tunesien                     | 1:2      | Jeux de l'Amitié 1963 (Halbfinale)                                    | Dakar (SEN)                      | Erstes Länderspiel gegen Tunesien                                      |
| *   | 20.04.1963 | Frankreich (Amateure)        | 1:4      | Jeux de l'Amitié 1963 (Spiel um den 3. Platz)                         | Dakar (SEN)                      | inoffizielles Spiel                                                    |
| *   | 15.09.1963 | Réunion                      | 6:1      | Triangulaire                                                          | ?, (MAD)                         |                                                                        |
| *   | 18.09.1963 | Mauritius                    | 1:1      | Triangulaire                                                          | ?, (MAD)                         | Spielabbruch in der 54. Minute                                         |
| *   | 13.03.1965 | Tansania                     | 1:2      | Afrikaspiele 1965/Qualifikation                                       | ?, (TAN)                         | Erstes Länderspiel gegen Tansania                                      |
| *   | 15.03.1965 | Tansania                     | 5:1      | Afrikaspiele 1965/Qualifikation                                       | ?, (TAN)                         |                                                                        |
| *   | 19.07.1965 | Kongo-Kinshasa               | 0:7      | Afrikaspiele 1965                                                     | Brazzaville, (Kongo-Brazzaville) | Erstes Länderspiel gegen DR Kongo                                      |
| *   | 20.07.1965 | Elfenbeinküste               | 0:5      | Afrikaspiele 1965                                                     | Brazzaville, (Kongo-Brazzaville) | Erstes Länderspiel gegen Elfenbeinküste                                |
| *   | 21.07.1965 | Algerien                     | 0:1      | Afrikaspiele 1965                                                     | Brazzaville, (Kongo-Brazzaville) | Erstes Länderspiel gegen Algerien                                      |
| *   | 23.07.1965 | Uganda                       | 0:5      | Afrikaspiele 1965                                                     | Brazzaville, (Kongo-Brazzaville) | Erstes Länderspiel gegen Uganda                                        |
| *   | 25.07.1965 | Togo                         | 0:1      | Afrikaspiele 1965                                                     | Brazzaville, (Kongo-Brazzaville) | Erstes Länderspiel gegen Togo                                          |
| *   | 05.07.1966 | Sambia                       | 0:3      | Freundschaftsspiel                                                    | ?, (MAW)                         | Erstes Länderspiel gegen Sambia                                        |
| *   | 09.07.1966 | Malawi                       | 6:1      | Freundschaftsspiel                                                    | ?, (MAW)                         | Erstes Länderspiel gegen Malawi                                        |
| *   | ??.??.1967 | Sambia                       | 0:2      | Freundschaftsspiel                                                    | ?, (SAM)                         |                                                                        |
| *   | 09.04.1967 | Tansania                     | 4:2      | Olympische Sommerspiele 1968/Qualifikation                            | ?, (MAD)                         |                                                                        |
| *   | 16.04.1967 | Tansania                     | 2:0      | Olympische Sommerspiele 1968/Qualifikation                            | ?, (TAN)                         |                                                                        |
| *   | 10.12.1967 | Äthiopien                    | 1:0      | Olympische Sommerspiele 1968/Qualifikation                            | ?, (MAD)                         | Erstes Länderspiel gegen Äthiopien                                     |
| *   | 17.12.1967 | Äthiopien                    | 3:8      | Olympische Sommerspiele 1968/Qualifikation                            | ?, (ÄTH)                         |                                                                        |
| *   | 01.07.1969 | Malawi                       | 3:0      | Freundschaftsspiel                                                    | ?, (MAD)                         |                                                                        |

## 1970 bis 1979
| Nr. | Datum      | Gegner    | Resultat          | Anlass                                         | Austragungsort | Bemerkungen                      |
| --- | ---------- | --------- | ----------------- | ---------------------------------------------- | -------------- | -------------------------------- |
| *   | 15.11.1970 | Mauritius | 2:1               | Fußball-Afrikameisterschaft 1972/Qualifikation | ? (MAD)        |                                  |
| *   | 29.11.1970 | Mauritius | 1:4               | Fußball-Afrikameisterschaft 1972/Qualifikation | ? (MRI)        |                                  |
| *   | 01.03.1971 | Liberia   | 2:1               | Freundschaftsspiel                             | ? (MAD)        |                                  |
| *   | 07.03.1971 | Lesotho   | 2:1               | Freundschaftsspiel                             | ? (LES)        | Erstes Länderspiel gegen Lesotho |
| *   | 28.03.1971 | Mauritius | 3:0               | Freundschaftsspiel                             | ? (MAD)        |                                  |
| *   | 11.04.1971 | Malawi    | 2:1               | Olympische Sommerspiele 1972/Qualifikation     | ? (MWI)        |                                  |
| *   | 09.05.1971 | Malawi    | 4:2               | Olympische Sommerspiele 1972/Qualifikation     | ? (MAD)        |                                  |
| *   | 27.06.1971 | Mauritius | 1:1               | Freundschaftsspiel                             | ? (MAD)        |                                  |
| *   | 23.04.1972 | Äthiopien | 1:2               | Olympische Sommerspiele 1972/Qualifikation     | ? (MAD)        |                                  |
| *   | 29.04.1972 | Tansania  | 0:1               | Freundschaftsspiel                             | ? (MAD)        |                                  |
| *   | 07.05.1972 | Sudan     | 0:3               | Olympische Sommerspiele 1972/Qualifikation     | ? (SUD)        | Erstes Länderspiel gegen Sudan   |
| *   | 14.05.1972 | Äthiopien | 2:3               | Olympische Sommerspiele 1972/Qualifikation     | ? (ÄTH)        |                                  |
| *   | 17.05.1972 | Kenia     | 3:1               | Freundschaftsspiel                             | ? (KEN)        | Erstes Länderspiel gegen Kenia   |
| *   | 28.05.1972 | Sudan     | 0:2               | Olympische Sommerspiele 1972/Qualifikation     | ? (MAD)        |                                  |
| *   | 16.09.1973 | Sambia    | 1:3               | Fußball-Afrikameisterschaft 1974/Qualifikation | ? (SAM)        |                                  |
| *   | 30.09.1973 | Sambia    | 2:1               | Fußball-Afrikameisterschaft 1974/Qualifikation | ? (MAD)        |                                  |
| *   | 03.12.1978 | Malawi    | 2:1               | Fußball-Afrikameisterschaft 1980/Qualifikation | ? (MAD)        |                                  |
| *   | 17.12.1978 | Malawi    | 1:5               | Fußball-Afrikameisterschaft 1980/Qualifikation | ? (MWI)        |                                  |
| *   | 29.04.1979 | Kenia     | 4:0               | Freundschaftsspiel                             | ? (MAD)        |                                  |
| *   | 12.05.1979 | Äthiopien | 2:1               | Olympische Sommerspiele 1980/Qualifikation     | ? (MAD)        |                                  |
| *   | 27.05.1979 | Äthiopien | 1:1               | Olympische Sommerspiele 1980/Qualifikation     | ? (ÄTH)        |                                  |
| *   | 29.07.1979 | Tansania  | 2:4               | Freundschaftsspiel                             | ? (MAD)        |                                  |
| *   | 01.08.1979 | Tansania  | 1:0               | Freundschaftsspiel                             | ? (MAD)        |                                  |
| *   | 09.12.1979 | Ägypten   | 1:1               | Olympische Sommerspiele 1980/Qualifikation     | ? (MAD)        | Erstes Länderspiel gegen Ägypten |
| *   | 21.12.1979 | Ägypten   | 1:1 n.V 3:4 i. E. | Olympische Sommerspiele 1980/Qualifikation     | ? (ÄGY)        |                                  |

## 1980 bis 1989
| Nr. | Datum      | Gegner         | Resultat            | Anlass                                            | Austragungsort     | Bemerkungen                            |
| --- | ---------- | -------------- | ------------------- | ------------------------------------------------- | ------------------ | -------------------------------------- |
| *   | 19.06.1980 | Tansania       | 2:1                 | Freundschaftsspiel                                | ? (MAD)            |                                        |
| *   | 22.06.1980 | Tansania       | 1:1                 | Freundschaftsspiel                                | ? (MAD)            |                                        |
| *   | 14.09.1980 | Mauritius      | 0:0                 | Fußball-Afrikameisterschaft 1982/Qualifikation    | ? (MAD)            |                                        |
| *   | 28.09.1980 | Mauritius      | 1:1                 | Fußball-Afrikameisterschaft 1982/Qualifikation    | ? (MAU)            |                                        |
| *   | 01.11.1980 | Tansania       | 0:0                 | Freundschaftsspiel                                | ? (TAN)            |                                        |
| *   | 16.11.1980 | Zaire          | 1:1                 | Fußball-Weltmeisterschaft 1982/Qualifikation      | Antananarivo (MAD) |                                        |
| *   | 21.11.1980 | Zaire          | 2:3                 | Fußball-Weltmeisterschaft 1982/Qualifikation      | Kinshasa (ZAI)     |                                        |
| *   | 12.07.1981 | Réunion        | 3:2                 | Coupe de l'Océan Indien 1981                      | ? (RUN)            |                                        |
| *   | 14.07.1981 | Mauritius      | 0:0                 | Coupe de l'Océan Indien 1981                      | ? (RUN)            |                                        |
| *   | 19.07.1981 | Kenia          | 0:1                 | Coupe de l'Océan Indien 1981                      | ? (RUN)            |                                        |
| *   | 16.08.1981 | Kamerun        | 1:5                 | Fußball-Afrikameisterschaft 1982/Qualifikation    | ? (KMR)            | Erstes Länderspiel gegen Kamerun       |
| *   | 30.08.1981 | Kamerun        | 2:1                 | Fußball-Afrikameisterschaft 1982/Qualifikation    | ? (MAD)            |                                        |
| *   | 10.04.1983 | Uganda         | 1:0                 | Fußball-Afrikameisterschaft 1984/Qualifikation    | ? (MAD)            |                                        |
| *   | 24.04.1983 | Uganda         | 2:1                 | Fußball-Afrikameisterschaft 1984/Qualifikation    | ? (UGA)            |                                        |
| *   | 02.05.1983 | Kenia          | 2:1                 | Freundschaftsspiel                                | ? (KEN)            |                                        |
| *   | 10.07.1983 | Mauritius      | 1:1                 | Coupe de l'Océan Indien 1983                      | ? (RUN)            |                                        |
| *   | 13.07.1983 | Réunion        | 3:0                 | Coupe de l'Océan Indien 1983                      | ? (RUN)            |                                        |
| *   | 14.08.1983 | Malawi         | 0:1                 | Fußball-Afrikameisterschaft 1984/Qualifikation    | ? (MAD)            |                                        |
| *   | 28.08.1983 | Malawi         | 1:1                 | Fußball-Afrikameisterschaft 1984/Qualifikation    | ? (MWI)            |                                        |
| *   | 03.03.1985 | Simbabwe       | 0:1                 | Fußball-Afrikameisterschaft 1986/Qualifikation    | ? (MAD)            | Erstes Länderspiel gegen Simbabwe      |
| *   | 23.03.1985 | Simbabwe       | 2:5                 | Fußball-Afrikameisterschaft 1986/Qualifikation    | ? (SIM)            |                                        |
| *   | 05.04.1985 | Ägypten        | 0:1                 | Fußball-Weltmeisterschaft 1986/Qualifikation      | ? (ÄGY)            |                                        |
| *   | 21.04.1985 | Ägypten        | 1:0 n. V. 2:4 i. E. | Fußball-Weltmeisterschaft 1986/Qualifikation      | ? (MAD)            |                                        |
| *   | 28.08.1985 | Seychellen     | 1:0                 | Indian Ocean Island Games 1985                    | ? (MRI)            | Erstes Länderspiel gegen Seychellen    |
| *   | 29.08.1985 | Mauritius      | 1:3                 | Indian Ocean Island Games 1985                    | ? (MRI)            |                                        |
| *   | 31.08.1985 | Komoren        | :                   | Indian Ocean Island Games 1985 (Spiel um Platz 3) | ? (MRI)            | Madagaskar trat zu dem Spiel nicht an. |
| *   | 09.08.1986 | Dschibuti      | 7:1                 | Afrikaspiele 1987/Qualifikation                   | ? (DSC)            | Erstes Länderspiel gegen Dschibuti     |
| *   | 24.08.1986 | Dschibuti      | :                   | Afrikaspiele 1987/Qualifikation                   | ? (MAD)            | einbüßen                               |
| *   | 30.08.1986 | Mauritius      | 3:1                 | Freundschaftsspiel                                | ? (MAD)            |                                        |
| *   | 06.12.1986 | Mauritius      | 3:0                 | Freundschaftsspiel                                | ? (MRI)            |                                        |
| *   | 28.03.1987 | Kenia          | 0:2                 | Fußball-Afrikameisterschaft 1988/Qualifikation    | ? (KEN)            |                                        |
| *   | 12.04.1987 | Kenia          | 2:1                 | Fußball-Afrikameisterschaft 1988/Qualifikation    | ? (MAD)            |                                        |
| *   | 05.04.1987 | Mauritius      | 2:1                 | Afrikaspiele 1987/Qualifikation                   | ? (MAD)            |                                        |
| *   | 19.04.1987 | Mauritius      | 1:2 n.V 5:3 i. E.   | Afrikaspiele 1987/Qualifikation                   | ? (MAD)            |                                        |
| *   | 18.06.1987 | Seychellen     | 2:1                 | Freundschaftsspiel                                | ? (MAD)            |                                        |
| *   | 21.06.1987 | Republik Kongo | 3:2                 | Freundschaftsspiel                                | ? (MAD)            |                                        |
| *   | 01.08.1987 | Kamerun        | 0:3                 | Afrikaspiele 1987                                 | ? (KEN)            |                                        |
| *   | 03.08.1987 | Tunesien       | 3:0                 | Afrikaspiele 1987                                 | ? (KEN)            |                                        |
| *   | 05.08.1987 | Kenia          | 1:2                 | Afrikaspiele 1987                                 | ? (KEN)            |                                        |
| *   | 08.08.1987 | Elfenbeinküste | 1:1 n. V. 2:3 i. E. | Afrikaspiele 1987 (Spiel um Platz 5)              | ? (KEN)            |                                        |

## 1990 bis 1999
| Nr. | Datum      | Gegner                       | Resultat            | Anlass                                         | Austragungsort      | Bemerkungen                                                     |
| --- | ---------- | ---------------------------- | ------------------- | ---------------------------------------------- | ------------------- | --------------------------------------------------------------- |
| *   | 19.08.1990 | Angola                       | 1:0                 | Fußball-Afrikameisterschaft 1992/Qualifikation | Luanda (ANG)        | Erstes Länderspiel gegen Angola                                 |
| *   | 21.08.1990 | Komoren                      | 1:0                 | Indian Ocean Island Games 1990                 | ? (MAD)             | Erstes Länderspiel gegen Komoren                                |
| *   | 25.08.1990 | Réunion                      | 0:0                 | Indian Ocean Island Games 1990                 | ? (MAD)             |                                                                 |
| *   | 27.08.1990 | Seychellen                   | 6:0                 | Indian Ocean Island Games 1990 (Halbfinale)    | ? (MAD)             |                                                                 |
| *   | 30.08.1990 | Mauritius                    | 5:1                 | Indian Ocean Island Games 1990 (Finale)        | ? (MAD)             |                                                                 |
| *   | 02.09.1990 | Sambia                       | 0:0                 | Fußball-Afrikameisterschaft 1992/Qualifikation | Antananarivo (MAD)  |                                                                 |
| *   | 14.04.1991 | Swasiland                    | 1:0                 | Fußball-Afrikameisterschaft 1992/Qualifikation | Mbabane (SWA)       | Erstes Länderspiel gegen Swasiland                              |
| *   | 28.04.1991 | Angola                       | 0:0                 | Fußball-Afrikameisterschaft 1992/Qualifikation | Antananarivo (MAD)  |                                                                 |
| *   | 14.07.1991 | Sambia                       | 1:2                 | Fußball-Afrikameisterschaft 1992/Qualifikation | Lusaka (SAM)        |                                                                 |
| *   | 28.07.1991 | Swasiland                    | :                   | Fußball-Afrikameisterschaft 1992/Qualifikation | Antananarivo (MAD)  | Spiel nicht gespielt                                            |
| *   | 11.10.1992 | Namibia                      | 3:0                 | Fußball-Weltmeisterschaft 1994/Qualifikation   | Antananarivo (MAD)  | Erstes Länderspiel gegen Namibia                                |
| *   | 25.10.1992 | Tansania                     | 0:0                 | Fußball-Weltmeisterschaft 1994/Qualifikation   | Mwanza (TAN)        | Rückzug von Tansania ; Spiele nicht gewertet                    |
| *   | 20.12.1992 | Sambia                       | 2:0                 | Fußball-Weltmeisterschaft 1994/Qualifikation   | Antananarivo (MAD)  |                                                                 |
| *   | 17.01.1993 | Namibia                      | 1:0                 | Fußball-Weltmeisterschaft 1994/Qualifikation   | Windhoek (NAM)      |                                                                 |
| *   | 28.02.1993 | Sambia                       | 1:3                 | Fußball-Weltmeisterschaft 1994/Qualifikation   | Lusaka (SAM)        |                                                                 |
| *   | 20.08.1993 | Komoren                      | 5:0                 | Indian Ocean Island Games 1993                 | Victoria (SEY)      |                                                                 |
| *   | 24.08.1993 | Mauritius                    | 2:1                 | Indian Ocean Island Games 1993                 | Victoria (SEY)      |                                                                 |
| *   | 26.08.1993 | Seychellen                   | 2:1                 | Indian Ocean Island Games 1993                 | Victoria (SEY)      |                                                                 |
| *   | 29.08.1993 | Réunion                      | 1:0                 | Indian Ocean Island Games 1993 (Finale)        | Victoria (SEY)      |                                                                 |
| *   | 04.09.1994 | Südafrika                    | 0:1                 | Fußball-Afrikameisterschaft 1996/Qualifikation | Antananarivo (MAD)  | Erstes Länderspiel gegen Südafrika ; Nach 1 Spiel zurückgezogen |
| *   | 25.05.1996 | Mauritius                    | 0:0                 | Freundschaftsspiel                             | ? (MRI)             |                                                                 |
| *   | 02.06.1996 | Simbabwe                     | 1:2                 | Fußball-Weltmeisterschaft 1998/Qualifikation   | Antananarivo (MAD)  |                                                                 |
| *   | 16.06.1996 | Simbabwe                     | 2:2                 | Fußball-Weltmeisterschaft 1998/Qualifikation   | Harare (SIM)        |                                                                 |
| *   | 02.08.1998 | Swasiland                    | 2:1                 | Fußball-Afrikameisterschaft 2000/Qualifikation | Lobamba (SWA)       |                                                                 |
| *   | 07.08.1998 | Komoren                      | 3:0                 | Indian Ocean Island Games 1998                 | Saint-Denis (RUN)   |                                                                 |
| *   | 11.08.1998 | Seychellen                   | 5:2                 | Indian Ocean Island Games 1998                 | Saint-Denis (RUN)   |                                                                 |
| *   | 13.08.1998 | Mauritius                    | 2:0 n. V.           | Indian Ocean Island Games 1998                 | Saint-Denis (RUN)   |                                                                 |
| *   | 15.08.1998 | Réunion                      | 3:3 n. V. 6:7 i. E. | Indian Ocean Island Games 1998 (Finale)        | Saint-Denis (RUN)   |                                                                 |
| *   | 23.08.1998 | Swasiland                    | 1:1                 | Fußball-Afrikameisterschaft 2000/Qualifikation | Antananarivo (MAD)  |                                                                 |
| *   | 03.10.1998 | Kenia                        | 1:1                 | Fußball-Afrikameisterschaft 2000/Qualifikation | Nairobi (KEN)       |                                                                 |
| *   | 24.01.1999 | Sambia                       | 1:2                 | Fußball-Afrikameisterschaft 2000/Qualifikation | Antananarivo (MAD)  |                                                                 |
| *   | 28.02.1999 | Demokratische Republik Kongo | 3:1                 | Fußball-Afrikameisterschaft 2000/Qualifikation | Antananarivo (MAD)  |                                                                 |
| *   | 11.04.1999 | Demokratische Republik Kongo | 0:2                 | Fußball-Afrikameisterschaft 2000/Qualifikation | Kinshasa (DRK)      |                                                                 |
| *   | 05.05.1999 | Sambia                       | 0:3                 | Fußball-Afrikameisterschaft 2000/Qualifikation | Chililabombwe (SAM) |                                                                 |
| *   | 20.06.1999 | Kenia                        | 1:1                 | Fußball-Afrikameisterschaft 2000/Qualifikation | Antananarivo (MAD)  |                                                                 |

## 2000 bis 2009
| Nr. | Datum      | Gegner                       | Resultat            | Anlass                                         | Austragungsort       | Bemerkungen                       |
| --- | ---------- | ---------------------------- | ------------------- | ---------------------------------------------- | -------------------- | --------------------------------- |
| *   | 16.01.2000 | Mayotte                      | 0:1                 | Freundschaftsspiel                             | Mamoudzou (MAY)      | Erstes Länderspiel gegen Mayotte  |
| *   | 08.04.2000 | Gabun                        | 2:0                 | Fußball-Weltmeisterschaft 2002/Qualifikation   | Antananarivo         | Erstes Länderspiel gegen Gabun    |
| *   | 22.04.2000 | Gabun                        | 0:1                 | Fußball-Weltmeisterschaft 2002/Qualifikation   | Libreville (GAB)     |                                   |
| *   | 17.06.2000 | Demokratische Republik Kongo | 3:0                 | Fußball-Weltmeisterschaft 2002/Qualifikation   | Antananarivo         |                                   |
| *   | 20.06.2000 | Mauritius                    | 1:1                 | Freundschaftsspiel                             | Antananarivo         |                                   |
| *   | 24.06.2000 | Mauritius                    | 1:0                 | Freundschaftsspiel                             | Antananarivo         |                                   |
| *   | 01.07.2000 | Botswana                     | 0:1                 | Fußball-Afrikameisterschaft 2002/Qualifikation | Gaborone (BOT)       | Erstes Länderspiel gegen Botswana |
| *   | 08.07.2000 | Tunesien                     | 0:1                 | Fußball-Weltmeisterschaft 2002/Qualifikation   | Tunis (TUN)          |                                   |
| *   | 15.07.2000 | Botswana                     | 2:0                 | Fußball-Afrikameisterschaft 2002/Qualifikation | Antananarivo         |                                   |
| *   | 02.09.2000 | Sambia                       | 2:1                 | Fußball-Afrikameisterschaft 2002/Qualifikation | Lusaka (SAM)         |                                   |
| *   | 07.10.2000 | Nigeria                      | 0:0                 | Fußball-Afrikameisterschaft 2002/Qualifikation | Antananarivo         | Erstes Länderspiel gegen Nigeria  |
| *   | ??.??.2001 | Mayotte                      | 1:0                 | Freundschaftsspiel                             | Antananarivo         |                                   |
| *   | 13.01.2001 | Namibia                      | 2:2                 | Fußball-Afrikameisterschaft 2002/Qualifikation | Windhoek (NAM)       |                                   |
| *   | 28.01.2001 | Elfenbeinküste               | 1:3                 | Fußball-Weltmeisterschaft 2002/Qualifikation   | Antananarivo         |                                   |
| *   | 24.03.2001 | Namibia                      | 1:2                 | Fußball-Afrikameisterschaft 2002/Qualifikation | Antananarivo         |                                   |
| *   | 22.04.2001 | Demokratische Republik Kongo | 0:1                 | Fußball-Weltmeisterschaft 2002/Qualifikation   | Kinshasa (DRK)       |                                   |
| *   | 28.04.2001 | Republik Kongo               | 0:2                 | Fußball-Weltmeisterschaft 2002/Qualifikation   | Pointe-Noire (KON)   |                                   |
| *   | 05.05.2001 | Tunesien                     | 0:2                 | Fußball-Weltmeisterschaft 2002/Qualifikation   | Antananarivo         |                                   |
| *   | 02.06.2001 | Nigeria                      | 0:1                 | Fußball-Afrikameisterschaft 2002/Qualifikation | Benin City (NGA)     |                                   |
| *   | 16.06.2001 | Sambia                       | 0:1                 | Fußball-Afrikameisterschaft 2002/Qualifikation | Antananarivo         |                                   |
| *   | 01.07.2001 | Elfenbeinküste               | 0:6                 | Fußball-Weltmeisterschaft 2002/Qualifikation   | Abidjan (ELF)        |                                   |
| *   | 29.07.2001 | Republik Kongo               | 1:0                 | Fußball-Weltmeisterschaft 2002/Qualifikation   | Antananarivo         |                                   |
| *   | 16.03.2002 | Mauritius                    | 3:2                 | COSAFA Cup 2002                                | Pamplemousses (MRI)  |                                   |
| *   | 12.05.2002 | Südafrika                    | 0:1                 | Freundschaftsspiel                             | Durban (SAF)         |                                   |
| *   | 21.07.2002 | Südafrika                    | 0:0 n. V. 1:4 i. E. | COSAFA Cup 2002                                | Port Elizabeth (SAF) |                                   |
| *   | 07.09.2002 | Ägypten                      | 1:0                 | Fußball-Afrikameisterschaft 2004/Qualifikation | Antananarivo         |                                   |
| *   | 12.10.2002 | Mauritius                    | 1:0                 | Fußball-Afrikameisterschaft 2004/Qualifikation | Flacq (MRI)          |                                   |
| *   | 22.02.2003 | Mauritius                    | 2:1                 | COSAFA Cup 2003                                | Antananarivo         |                                   |
| *   | 27.03.2003 | Kamerun                      | 0:2                 | Freundschaftsspiel                             | ? (TUN)              |                                   |
| *   | 29.03.2003 | Südafrika                    | 0:2                 | Freundschaftsspiel                             | ? (SAF)              |                                   |
| *   | 30.03.2003 | Ghana                        | 3:3 b.V. 9:10 i. E. | Freundschaftsspiel                             | ? (TUN)              | Erstes Länderspiel gegen Ghana    |
| *   | 24.04.2003 | Algerien                     | 1:3                 | Freundschaftsspiel                             | Amiens (FRA)         |                                   |
| *   | 27.04.2003 | Mali                         | 0:2                 | Freundschaftsspiel                             | Paris (FRA)          | Erstes Länderspiel gegen Mali     |
| *   | 20.06.2003 | Ägypten                      | 0:6                 | Fußball-Afrikameisterschaft 2004/Qualifikation | Port Said (ÄGY)      |                                   |
| *   | 06.07.2003 | Mauritius                    | 0:2                 | Fußball-Afrikameisterschaft 2004/Qualifikation | Antananarivo         |                                   |
| *   | 13.07.2003 | Swasiland                    | 0:2                 | COSAFA Cup 2003                                | Lobamba (SWZ)        |                                   |
| *   | 28.08.2003 | Seychellen                   | 1:1                 | Indian Ocean Island Games 2003                 | Curepipe (MRI)       |                                   |
| *   | 30.08.2003 | Mauritius                    | 1:3                 | Indian Ocean Island Games 2003                 | Curepipe (MRI)       |                                   |
| *   | 11.10.2003 | Benin                        | 1:1                 | Fußball-Weltmeisterschaft 2006/Qualifikation   | Antananarivo         |                                   |
| *   | 16.11.2003 | Benin                        | 2:3                 | Fußball-Weltmeisterschaft 2006/Qualifikation   | Cotonou (BEN)        |                                   |
| *   | 18.04.2004 | Mosambik                     | 0:2                 | COSAFA Cup 2004                                | Maputo (MOS)         | Erstes Länderspiel gegen Mosambik |
| *   | 26.05.2005 | Mauritius                    | 0:2                 | COSAFA Cup 2005                                | Curepipe (MRI)       |                                   |
| *   | 23.10.2005 | Mauritius                    | 2:0                 | Freundschaftsspiel                             | ? (MAD)              |                                   |
| *   | 20.05.2006 | Botswana                     | 0:2                 | COSAFA Cup 2006                                | Gaborone (BOT)       |                                   |
| *   | 21.05.2006 | Swasiland                    | 0:2                 | COSAFA Cup 2006                                | Gaborone (BOT)       |                                   |
| *   | 02.09.2006 | Gabun                        | 0:4                 | Fußball-Afrikameisterschaft 2008/Qualifikation | Libreville (GAB)     |                                   |
| *   | 25.03.2007 | Elfenbeinküste               | 0:3                 | Fußball-Afrikameisterschaft 2008/Qualifikation | Antananarivo         |                                   |
| *   | 28.04.2007 | Simbabwe                     | 0:1                 | COSAFA Cup 2007                                | Maputo (MOS)         |                                   |
| *   | 29.04.2007 | Seychellen                   | 5:0                 | COSAFA Cup 2007                                | Maputo (MOS)         |                                   |
| *   | 03.06.2007 | Elfenbeinküste               | 0:5                 | Fußball-Afrikameisterschaft 2008/Qualifikation | Bouaké (ELF)         |                                   |
| *   | 17.06.2007 | Gabun                        | 0:2                 | Fußball-Afrikameisterschaft 2008/Qualifikation | Antananarivo         |                                   |
| *   | 19.07.2007 | Mayotte                      | 2:2                 | Freundschaftsspiel                             | ? (MAD)              |                                   |
| *   | 29.07.2007 | Demokratische Republik Kongo | 0:0                 | Freundschaftsspiel                             | ? (MAD)              |                                   |
| *   | 12.08.2007 | Réunion                      | 0:0                 | Indian Ocean Island Games 2007                 | Antananarivo         |                                   |
| *   | 14.08.2007 | Komoren                      | 3:0                 | Indian Ocean Island Games 2007                 | Antananarivo         |                                   |
| *   | 16.08.2007 | Mayotte                      | 4:0                 | Indian Ocean Island Games 2007                 | Antananarivo         |                                   |
| *   | 18.08.2007 | Réunion                      | 0:0 n.V 7:6 i. E.   | Indian Ocean Island Games 2007 (finale)        | Antananarivo         |                                   |
| *   | 14.10.2007 | Komoren                      | 6:2                 | Fußball-Weltmeisterschaft 2010/Qualifikation   | Antananarivo         |                                   |
| *   | 17.11.2007 | Komoren                      | 4:0                 | Fußball-Weltmeisterschaft 2010/Qualifikation   | Moroni (KOM)         |                                   |
| *   | 09.03.2008 | Mauritius                    | 2:1                 | Freundschaftsspiel                             | Curepipe (MRI)       |                                   |
| *   | 31.05.2008 | Botswana                     | 0:0                 | Fußball-Weltmeisterschaft 2010/Qualifikation   | Gaborone (BOT)       |                                   |
| *   | 08.06.2008 | Elfenbeinküste               | 0:0                 | Fußball-Weltmeisterschaft 2010/Qualifikation   | Antananarivo         |                                   |
| *   | 15.06.2008 | Mosambik                     | 1:1                 | Fußball-Weltmeisterschaft 2010/Qualifikation   | Antananarivo         |                                   |
| *   | 22.06.2008 | Mosambik                     | 0:3                 | Fußball-Weltmeisterschaft 2010/Qualifikation   | Maputo (MOS)         |                                   |
| *   | 19.07.2008 | Swasiland                    | 1:1                 | COSAFA Cup 2008 (Qualifikation)                | Witbank (SAF)        |                                   |
| *   | 21.07.2008 | Seychellen                   | 1:1                 | COSAFA Cup 2008 (Qualifikation)                | Witbank (SAF)        |                                   |
| *   | 23.07.2008 | Mauritius                    | 2:1                 | COSAFA Cup 2008 (Qualifikation)                | Witbank (SAF)        |                                   |
| *   | 26.07.2008 | Angola U-20                  | 1:0                 | COSAFA Cup 2008                                | Witbank (SAF)        | inoffizielles Spiel               |
| *   | 30.07.2008 | Mosambik                     | 1:2                 | COSAFA Cup 2008                                | Bushbuckridge (SAF)  |                                   |
| *   | 03.08.2008 | Sambia                       | 0:2                 | COSAFA Cup 2008                                | Bushbuckridge (SAF)  |                                   |
| *   | 07.09.2008 | Botswana                     | 1:0                 | Fußball-Weltmeisterschaft 2010/Qualifikation   | Antananarivo         |                                   |
| *   | 11.10.2008 | Elfenbeinküste               | 0:3                 | Fußball-Weltmeisterschaft 2010/Qualifikation   | Abidjan (ELF)        |                                   |
| *   | 14.06.2009 | Mayotte                      | 2:0                 | Freundschaftsspiel                             | ? (MAD)              |                                   |
| *   | 12.07.2009 | Mayotte                      | 2:2                 | Freundschaftsspiel                             | ? (MAY)              |                                   |
| *   | 19.09.2009 | Südafrika                    | 0:1                 | Freundschaftsspiel                             | Kimberley (SAF)      |                                   |

## 2010 bis 2019
| Nr. | Datum      | Gegner                       | Resultat             | Anlass                                                | Austragungsort           | Bemerkungen |
| --- | ---------- | ---------------------------- | -------------------- | ----------------------------------------------------- | ------------------------ | --- |
| *   | 20.08.2010 | Mayotte                      | 0:0                  | Freundschaftsspiel                                    | ? (MAD)                  | |
| *   | 29.08.2010 | Komoren                      | 1:0                  | Freundschaftsspiel                                    | Mahajanga                | |
| *   | 05.09.2010 | Nigeria                      | 0:2                  | Fußball-Afrikameisterschaft 2012/Qualifikation        | Calabar (NGA)            | |
| *   | 10.10.2010 | Äthiopien                    | 0:1                  | Fußball-Afrikameisterschaft 2012/Qualifikation        | Antananarivo             | |
| *   | 27.03.2011 | Guinea                       | 1:1                  | Fußball-Afrikameisterschaft 2012/Qualifikation        | Antananarivo             | Erstes Länderspiel gegen Guinea |
| *   | 05.06.2011 | Guinea                       | 1:4                  | Fußball-Afrikameisterschaft 2012/Qualifikation        | Conakry (GUI)            | |
| *   | 17.07.2011 | Iran                         | 0:1                  | Freundschaftsspiel                                    | Teheran (IRN)            | Erstes Länderspiel gegen den Iran, erstes Länderspiel gegen eine asiatische Nationalmannschaft                                                                   |
| *   | 04.08.2011 | Mayotte                      | 1:1                  | Indian Ocean Island Games 2011                        | Praslin (SEY)            | |
| *   | 06.08.2011 | Réunion                      | 1:2                  | Indian Ocean Island Games 2011                        | Roche Caiman (SEY)       | |
| *   | 04.09.2011 | Nigeria                      | 0:2                  | Fußball-Afrikameisterschaft 2012/Qualifikation        | Antananarivo             | |
| *   | 08.10.2011 | Äthiopien                    | 2:4                  | Fußball-Afrikameisterschaft 2012/Qualifikation        | Addis Ababa (ETH)        | |
| *   | 11.11.2011 | Äquatorialguinea             | 0:2                  | Fußball-Weltmeisterschaft 2014/Qualifikation (CAF)    | Malabo (AQG)             | Erstes Länderspiel gegen Äquatorialguinea |
| *   | 15.11.2011 | Äquatorialguinea             | 2:1                  | Fußball-Weltmeisterschaft 2014/Qualifikation (CAF)    | Antananarivo             | |
| *   | 29.02.2012 | Kap Verde                    | 0:4                  | Fußball-Afrikameisterschaft 2013/Qualifikation        | Antananarivo             | Erstes Länderspiel gegen Kap Verde |
| *   | 16.06.2012 | Kap Verde                    | 1:3                  | Fußball-Afrikameisterschaft 2013/Qualifikation        | Praia (KPV)              | |
| *   | 18.05.2014 | Uganda                       | 2:1                  | Fußball-Afrikameisterschaft 2015/Qualifikation        | Antananarivo             | |
| *   | 31.05.2014 | Uganda                       | 0:1                  | Fußball-Afrikameisterschaft 2015/Qualifikation        | Kampala (UGA)            | |
| *   | 28.03.2015 | US Créteil                   | 2:2                  | Freundschaftsspiel                                    | Créteil (FRA)            | Inoffizielles Länderspiel |
| *   | 18.05.2015 | Lesotho                      | 2:1                  | COSAFA Cup 2015 Vorrunde                              | Rustenburg (ZAF)         | |
| *   | 20.05.2015 | Tansania                     | 2:0                  | COSAFA Cup 2015 Vorrunde                              | Rustenburg (ZAF)         | |
| *   | 22.05.2015 | Swasiland                    | 1:1                  | COSAFA Cup 2015 Vorrunde                              | Rustenburg (ZAF)         | |
| *   | 25.05.2015 | Ghana                        | 2:1                  | COSAFA Cup 2015 Viertelfinale                         | Rustenburg (ZAF)         | |
| *   | 28.05.2015 | Namibia                      | 2:3                  | COSAFA Cup 2015 Halbfinale                            | Moruleng (ZAF)           | |
| *   | 30.05.2015 | Botswana                     | 2:1                  | COSAFA Cup 2015 Spiel um Platz 3                      | Moruleng (ZAF)           | |
| *   | 14.06.2015 | Demokratische Republik Kongo | 1:2                  | AM-Qualifikation                                      | Kinshasa (COD)           | |
| *   | 31.07.2015 | Seychellen                   | 0:3                  | Indian Ocean Island Games 2015                        | Saint-Denis (FRA)        | |
| *   | 02.08.2015 | Mayotte                      | 1:1                  | Indian Ocean Island Games 2015                        | Saint-Pierre (FRA)       | |
| *   | 04.08.2015 | Malediven                    | 4:0                  | Indian Ocean Island Games 2015                        | Saint-André (FRA)        | Erstes Länderspiel gegen die Malediven |
| *   | 06.08.2015 | Réunion                      | 0:1 n.V              | Indian Ocean Island Games 2015                        | Saint-Pierre (FRA)       | |
| *   | 08.08.2015 | Mauritius                    | 1:3                  | Indian Ocean Island Games 2015                        | Le Port (FRA)            | |
| *   | 04.09.2015 | Angola                       | 0:0                  | AM-Qualifikation                                      | Antananarivo             | |
| *   | 10.10.2015 | Zentralafrikanische Republik | 3:0                  | WM-Qualifikation                                      | Antananarivo             | Das Spiel wurde ebenso wie das Rückspiel in Madagaskar ausgetragen, da die Sicherheitslage in der Zentralafrikanischen Republik die Austragung dort nicht zuließ |
| *   | 13.10.2015 | Zentralafrikanische Republik | 2:2                  | WM-Qualifikation                                      | Antananarivo             | |
| *   | 13.11.2015 | Senegal                      | 2:2                  | WM-Qualifikation                                      | Antananarivo             | Erstes Länderspiel gegen Senegal |
| *   | 17.11.2015 | Senegal                      | 0:3                  | WM-Qualifikation                                      | Dakar (SEN)              | |
| *   | 23.03.2016 | Zentralafrikanische Republik | 1:1                  | AM-Qualifikation                                      | Antananarivo             | |
| *   | 27.03.2016 | Zentralafrikanische Republik | 1:2                  | AM-Qualifikation                                      | Bangui (CTA)             | |
| *   | 05.06.2016 | Demokratische Republik Kongo | 1:6                  | AM-Qualifikation                                      | Mahajanga                | |
| *   | 11.06.2016 | Seychellen                   | 1:0                  | COSAFA Cup 2016                                       | Windhoek (NAM)           | |
| *   | 13.06.2016 | Simbabwe                     | 0:0                  | COSAFA Cup 2016                                       | Windhoek (NAM)           | |
| *   | 15.06.2016 | Swasiland                    | 0:1                  | COSAFA Cup 2016                                       | Windhoek (NAM)           | |
| *   | 03.09.2016 | Angola                       | 1:1                  | AM-Qualifikation                                      | Luanda (AGO)             | |
| *   | 22.03.2017 | São Tomé und Príncipe        | 1:0                  | AM 2019-Qualifikation                                 | São Tomé (STP)           | Erstes Länderspiel gegen São Tomé und Príncipe |
| *   | 26.03.2017 | São Tomé und Príncipe        | 3:2                  | AM 2019-Qualifikation                                 | Antananarivo (MAD)       | |
| *   | 22.04.2017 | Malawi                       | 1:0                  | Afrikanische Nationenmeisterschaft 2018/Qualifikation | Antananarivo (MAD)       | |
| *   | 29.04.2017 | Malawi                       | 1:0                  | Afrikanische Nationenmeisterschaft 2018/Qualifikation | Lilongwe (MWI)           | |
| *   | 09.06.2017 | Sudan                        | 3:1                  | AM 2019-Qualifikation                                 | Al-Ubayyid (SUD)         | |
| *   | 26.06.2017 | Seychellen                   | 2:0                  | COSAFA Cup 2017                                       | Moruleng (SAF)           | |
| *   | 28.06.2017 | Simbabwe                     | 0:0                  | COSAFA Cup 2017                                       | Phokeng (SAF)            | |
| *   | 30.06.2017 | Mosambik                     | 4:1                  | COSAFA Cup 2017                                       | Moruleng (SAF)           | |
| *   | 16.07.2017 | Mosambik                     | 2:2                  | Afrikanische Nationenmeisterschaft 2018/Qualifikation | Antananarivo (MAD)       | |
| *   | 23.07.2017 | Mosambik                     | 2:0                  | Afrikanische Nationenmeisterschaft 2018/Qualifikation | Maputo (MOS)             | |
| *   | 13.08.2017 | Angola                       | 0:0                  | Afrikanische Nationenmeisterschaft 2018/Qualifikation | Antananarivo (MAD)       | |
| *   | 19.08.2017 | Angola                       | 0:1                  | Afrikanische Nationenmeisterschaft 2018/Qualifikation | Luanda (ANG)             | |
| *   | 04.10.2017 | Uganda                       | 2:1                  | Freundschaftsspiel                                    | Kampala (UGA)            | |
| *   | 11.11.2017 | Komoren                      | 1:1                  | Freundschaftsspiel                                    | Saint-Leu-la-Forêt (FRA) | |
| *   | 21.03.2018 | Togo                         | 0:0                  | Freundschaftsspiel                                    | Saint-Leu-la-Forêt (FRA) | |
| *   | 24.03.2018 | Kosovo                       | 0:1                  | Freundschaftsspiel                                    | Franconville (FRA)       | Erstes Länderspiel gegen Kosovo, erstes Länderspiel gegen eine europäische Nationalmannschaft                                                                    |
| *   | 27.05.2018 | Mosambik                     | 2:1                  | COSAFA Cup 2018 – Gruppe A                            | Polokwane (ZAF)          | |
| *   | 29.05.2018 | Komoren                      | 1:1                  | COSAFA Cup 2018 – Gruppe A                            | Seshego (ZAF)            | |
| *   | 31.05.2018 | Seychellen                   | 1:0                  | COSAFA Cup 2018 – Gruppe A                            | Polokwane (ZAF)          | |
| *   | 03.06.2018 | Südafrika                    | 0:0 n. V., 4:3 n. E. | COSAFA Cup 2018 – Viertelfinale                       | Polokwane (ZAF)          | |
| *   | 06.06.2018 | Sambia                       | 0:1                  | COSAFA Cup 2018 – Halbfinale                          | Polokwane (ZAF)          | |
| *   | 08.06.2018 | Lesotho                      | 0:1                  | COSAFA Cup 2018 – Spiel um Platz 3                    | Polokwane (ZAF)          | |
| *   | 07.09.2018 | Senegal                      | 2:2                  | AM 2019-Qualifikation                                 | Antananarivo (MAD)       | |
| *   | 13.10.2018 | Äquatorialguinea             | 1:0                  | AM 2019-Qualifikation                                 | Bata (GNQ)               | |
| *   | 16.10.2018 | Äquatorialguinea             | 1:0                  | AM 2019-Qualifikation                                 | Antananarivo (MAD)       | |
| *   | 16.11.2018 | Sudan                        | 1:3                  | AM 2019-Qualifikation                                 | Antananarivo (MAD)       | |
| *   | 22.03.2019 | Senegal                      | 0:2                  | AM 2019-Qualifikation                                 | Thiès (SEN)              | |
| *   | 02.06.2019 | Luxemburg                    | 3:3                  | Freundschaftsspiel                                    | Luxemburg (Stadt) (LUX)  | Erstes Länderspiel gegen Luxemburg |
| *   | 07.06.2019 | Kenia                        | 0:1                  | Freundschaftsspiel                                    | Bondoufle (FRA)          | |
| *   | 15.06.2019 | Mauretanien                  | 1:3                  | Freundschaftsspiel                                    | Marrakesch (MAR)         | |
| *   | 22.06.2019 | Guinea                       | 2:2                  | AM 2019-Vorrunde                                      | Alexandria (ÄGY)         | |
| *   | 27.06.2019 | Burundi                      | 1:0                  | AM 2019-Vorrunde                                      | Alexandria (ÄGY)         | Erstes Länderspiel gegen Burundi |
| *   | 30.06.2019 | Nigeria                      | 2:0                  | AM 2019-Vorrunde                                      | Alexandria (ÄGY)         | |
| *   | 07.07.2019 | Demokratische Republik Kongo | 2:2 n. V. 4:2 i. E.  | AM 2019-Achtelfinale                                  | Alexandria (ÄGY)         | |
| *   | 11.07.2019 | Tunesien                     | 0:3                  | AM 2019-Viertelfinale                                 | Kairo (ÄGY)              | |
| *   | 20.07.2019 | Seychellen                   | 0:0                  | Indian Ocean Island Games 2019                        | Flacq (MRI)              | |
| *   | 22.07.2019 | Mauritius                    | 1:1                  | Indian Ocean Island Games 2019                        | Curepipe (MRI)           | |
| *   | 28.07.2019 | Mosambik                     | 1:0                  | Afrikanische Nationenmeisterschaft 2020/Qualifikation | Antananarivo (MAD)       | |
| *   | 04.08.2019 | Mosambik                     | 2:3                  | Afrikanische Nationenmeisterschaft 2020/Qualifikation | Maputo (MOS)             | |
| *   | 20.09.2019 | Namibia                      | 1:0                  | Afrikanische Nationenmeisterschaft 2020/Qualifikation | Antananarivo (MAD)       | |
| *   | 13.10.2019 | Mauritius                    | :                    | Freundschaftsspiel                                    | Antananarivo             | Abgebrochenes Spiel |
| *   | 18.10.2019 | Namibia                      | 0:2                  | Afrikanische Nationenmeisterschaft 2020/Qualifikation | Windhoek (NAM)           | |
| *   | 16.11.2019 | Äthiopien                    | 1:0                  | AM 2021-Qualifikation                                 | Antananarivo             | |
| *   | 19.11.2019 | Niger                        | 6:2                  | AM 2021-Qualifikation                                 | Niamey (NIG)             | Erstes Länderspiel gegen Niger |

## Seit 2020
| Nr. | Datum      | Gegner                       | Resultat  | Anlass                                    | Austragungsort   | Bemerkungen                                                     |
| --- | ---------- | ---------------------------- | --------- | ----------------------------------------- | ---------------- | --------------------------------------------------------------- |
| *   | 12.10.2020 | Burkina Faso                 | 1:2       | Freundschaftsspiel                        | El Jadida (MAR)  |                                                                 |
| *   | 12.11.2020 | Elfenbeinküste               | 1:2       | AM 2021-Qualifikation                     | Abidjan (ELF)    |                                                                 |
| *   | 17.11.2020 | Elfenbeinküste               | 1:1       | AM 2021-Qualifikation                     | Antananarivo     |                                                                 |
| *   | 24.03.2021 | Äthiopien                    | 0:4       | AM 2021-Qualifikation                     | Bahir Dar (ÄTH)  |                                                                 |
| *   | 30.03.2021 | Niger                        | 0:0       | AM 2021-Qualifikation                     | Toamasina        |                                                                 |
| *   | 02.09.2021 | Benin                        | 0:1       | WM 2022-Qualifikation                     | Antananarivo     |                                                                 |
| *   | 07.09.2021 | Tansania                     | 2:3       | WM 2022-Qualifikation                     | Daressalam (TAN) |                                                                 |
| *   | 07.10.2021 | Demokratische Republik Kongo | 0:2       | WM 2022-Qualifikation                     | Rabat (MAR)      |                                                                 |
| *   | 10.10.2021 | Demokratische Republik Kongo | 1:0       | WM 2022-Qualifikation                     | Antananarivo     |                                                                 |
| *   | 11.11.2021 | Benin                        | 0:2       | WM 2022-Qualifikation                     | Cotonou (BEN)    |                                                                 |
| *   | 14.11.2021 | Tansania                     | 1:1       | WM 2022-Qualifikation                     | Antananarivo     |                                                                 |
| *   | 24.03.2022 | Afghanistan                  | :         | Freundschaftsspiel                        | Manavgat (TUR)   | Ausgefallen (wäre erstes Länderspiel gegen Afghanistan gewesen) |
| *   | 12.07.2023 | Namibia                      | 0:2       | Freundschaftsspiel                        | KwaMashu (SAF)   |                                                                 |
| *   | 15.07.2023 | Südafrika                    | 1:2       | Freundschaftsspiel                        | Durban (SAF)     |                                                                 |
| *   | 23.03.2023 | Zentralafrikanische Republik | 0:3       | AM 2024-Qualifikation                     | Antananarivo     |                                                                 |
| *   | 27.03.2023 | Zentralafrikanische Republik | 0:2       | AM 2024-Qualifikation                     | Douala (KMA)     |                                                                 |
| *   | 18.06.2023 | Ghana                        | 0:0       | AM 2024-Qualifikation                     | Antananarivo     |                                                                 |
| *   | 24.08.2023 | Seychellen                   | 1:0       | Indian Ocean Island Games 2023-Vorrunde   | Antananarivo     |                                                                 |
| *   | 26.08.2023 | Mauritius                    | 1:1       | Indian Ocean Island Games 2023-Vorrunde   | Antananarivo     |                                                                 |
| *   | 31.08.2023 | Komoren                      | 4:2       | Indian Ocean Island Games 2023-Halbfinale | Antananarivo     |                                                                 |
| *   | 02.09.2023 | Réunion                      | 1:0 n. V. | Indian Ocean Island Games 2023-Finale     | Antananarivo     |                                                                 |
| *   | 07.09.2023 | Angola                       | 0:0       | AM 2024-Qualifikation                     | Talatona (ANG)   |                                                                 |
| *   | 17.10.2023 | Benin                        | 2:1       | Freundschaftsspiel                        | Mohammedia (MAR) |                                                                 |
| *   | 17.11.2023 | Ghana                        | 0:1       | WM 2026-Qualifikation                     | Kumasi (GHA)     |                                                                 |
| *   | 20.11.2023 | Tschad                       | 3:0       | WM 2026-Qualifikation                     | Oujda (MAR)      |                                                                 |
| *   | .06.2024   | Komoren                      | :         | WM 2026-Qualifikation                     |                  |                                                                 |
| *   | .06.2024   | Mali                         | :         | WM 2026-Qualifikation                     |                  |                                                                 |
| *   | .03.2025   | Zentralafrikanische Republik | :         | WM 2026-Qualifikation                     |                  |                                                                 |
| *   | .03.2025   | Ghana                        | :         | WM 2026-Qualifikation                     |                  |                                                                 |
| *   | .09.2025   | Zentralafrikanische Republik | :         | WM 2026-Qualifikation                     |                  |                                                                 |
| *   | .09.2025   | Tschad                       | :         | WM 2026-Qualifikation                     |                  |                                                                 |
| *   | .10.2025   | Komoren                      | :         | WM 2026-Qualifikation                     |                  |                                                                 |
| *   | .10.2025   | Mali                         | :         | WM 2026-Qualifikation                     |                  |                                                                 |